# Михаел II фон Шварценберг
Михаел II фон Шварценберг (на немски: Michael II von Schwarzenberg; † 10 септември 1489) е фрайхер на Шварценберг и господар на Хурблах.

## Произход
Той е вторият син на фрайхер Михаел I фон Зайнсхайм-Шварценберг/II († 19 март 1469) и втората му съпруга Урсула Грюнер († 1484). Внук е на фрайхер Еркингер I фон Шварценберг (1362 – 1437), издигнат на фрайхер на 10 август 1429, купува дворец Шварценберг близо до Шайнфелд от господарите фон Вестенберг и се нарича „господар фон Шварценберг“. Брат е на фрайхер Волф фон Зайнсхайм († 31 декември 1491) и по-малък полубрат на фрайхер Михаел II фон Зайнсхайм († 10 септември 1499), Зигмунд фон Зайнсхайм († 27 септември 1452), Анна фон Зайнсхайм († 1458) и Маргарета фон Зайнсхайм († 8 февруари 1459).

## Фамилия
Михаел II фон Шварценберг се жени на 25 февруари 1479 г. за графиня Агнес фон Кастел (* 21 януари 1466; † 26 декември 1502/1504, Еслебен), дъщеря на граф Фридрих IV фон Кастел († 1498) и Елизабет фон Райтценщайн († 1498/1502). Те имат три деца:
- Фридрих фон Шварценберг († 20 януари 1545, погребан в „Ст. Буркард“, Вюрцбург), фрайхер, женен I. за Маргарета фон Вартенберг († 2 декември 1521), II. 1522 г. за Анна фон Еберщайн († 27 юли 1547)
- Волфганг фон Шварценберг († 22 януари 1543), фрайхер, женен на 11 ноември 1514 г. за Осана фон Гутенберг († 26 юни 1541, Ваймерсхайм)
- Елизабет фон Шварценберг, омъжена за Йохан Бертолф фон Белвен